# Ponte di Caronte
Il ponte di Caronte è un viadotto ferroviario situato lungo la linea che collega Miramas al quartiere L'Estaque di Marsiglia, in corrispondenza della città di Martigues. Attraversa il canale di Caronte, che collega la laguna di Berre con il Mar Mediterraneo. La sezione centrale del ponte è in grado di ruotare per permettere il passaggio sul canale anche alle navi di grandi dimensioni.

## Storia

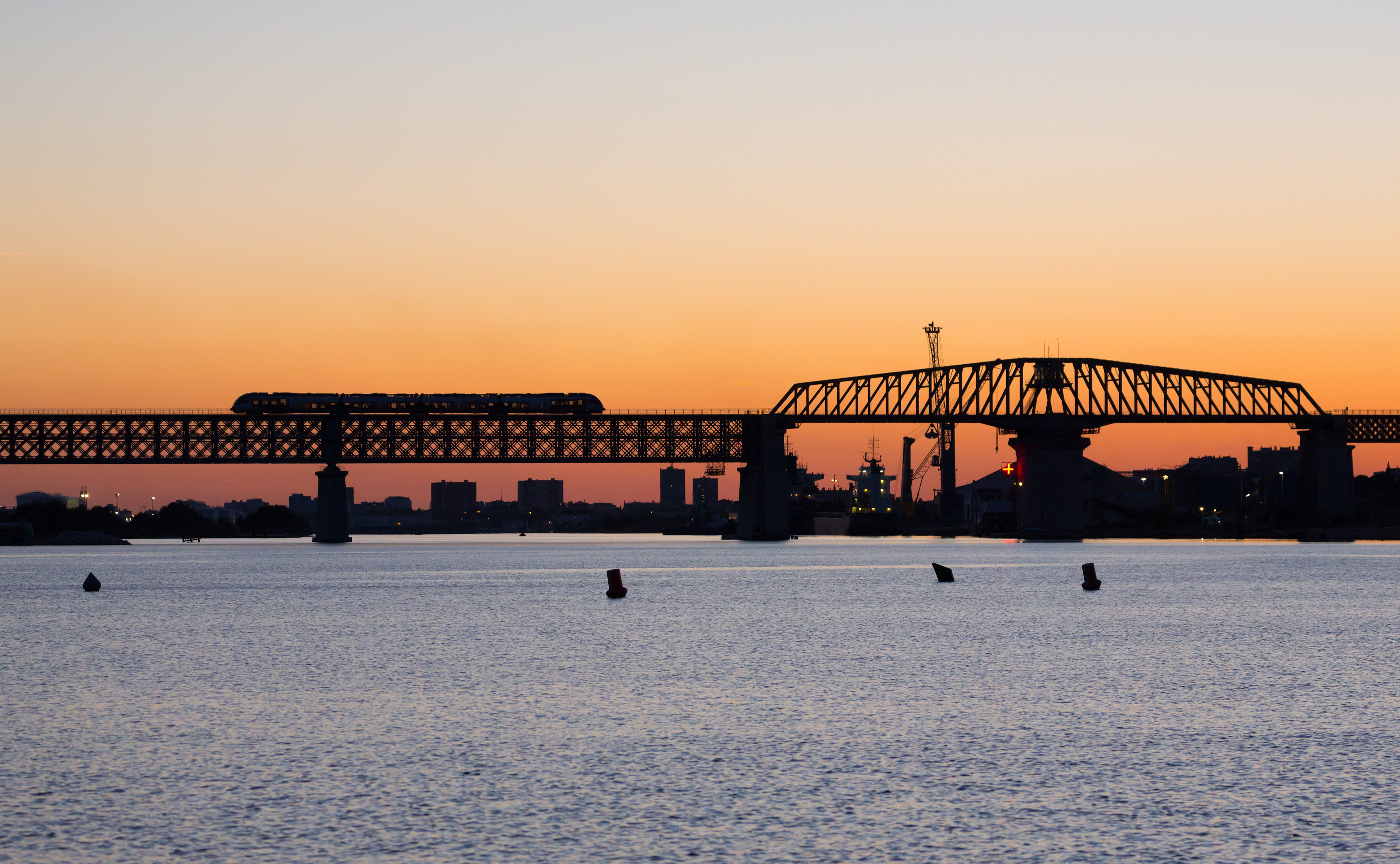
Vista del ponte

I lavori per la costruzione del ponte iniziarono nel 1908 e terminarono nel 1915, permettendo l'entrata in servizio dell'ultima parte della linea ferroviaria Miramas-L'Estaque, con il collegamento tra Port-de-Bouc e L'Estaque.
Il ponte fu fatto saltare nel 1944 dalle truppe tedesche durante la seconda guerra mondiale e nel 1946 venne ripristinato in modo provvisorio con l'installazione di una sezione che poteva essere sollevata al passaggio delle imbarcazioni.
Nel 1954 il ponte venne ripristinato in modo definitivo con la ricostruzione della sezione rotante ad opera di Schneider et Cie, la stessa società che aveva curato la realizzazione originale della struttura. Sia la ricostruzione nel 1946 che quella del 1954 sono state immortalate in due documentari voluti dalla Société Nationale des Chemins de fer Français (SNCF), la Società nazionale delle ferrovie francesi.
Nel 2000 ha ottenuto l'etichetta di "Patrimoine du XXe siècle" dal Ministero della cultura francese.

## Descrizione

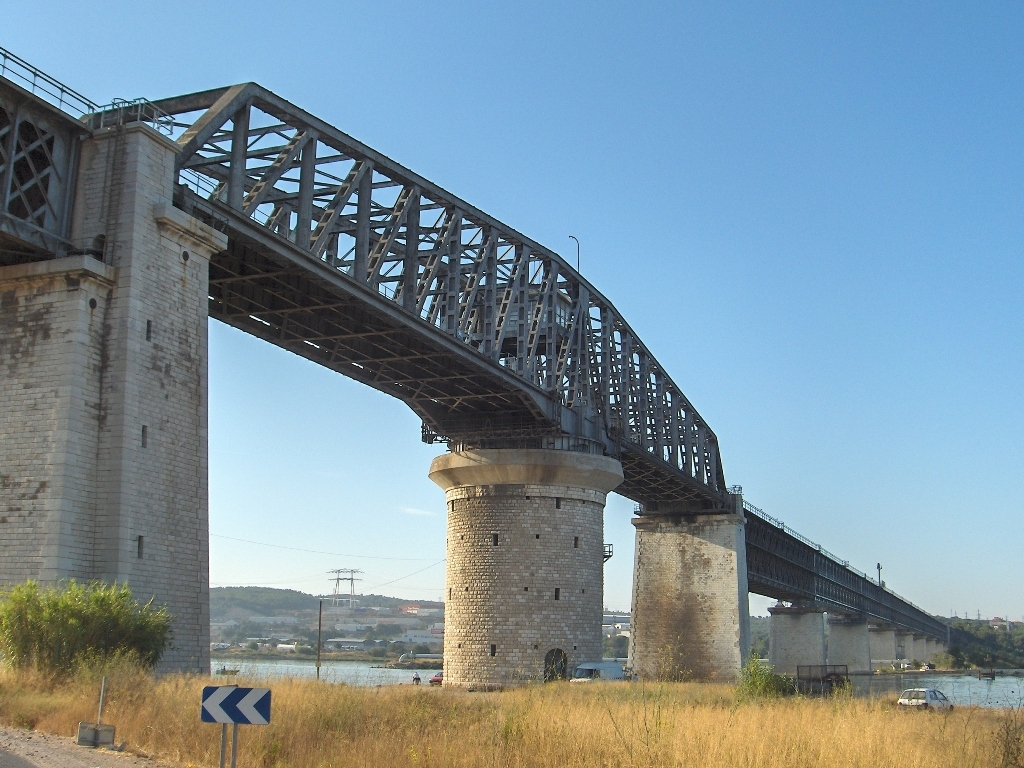
Dettaglio della sezione girevole

Il ponte ha una lunghezza complessiva, comprendente gli accessi, di 943 metri, ed è composto da un totale di 12 campate: 8 campate da 82,5 metri, 2 campate da 57 metri e 2 campate da 51 metri. L'impalcato, sul quale corrono due binari ferroviari, è composto da tralicci in acciaio e poggia su piloni in muratura. I tralicci delle campate da 82,5 metri hanno un peso di 10,67 tonnellate a metri, mentre la struttura delle campate da 51 metri è più leggera, pesando solo 6,89 tonnellate al metro.
Al di sopra delle due campate da 57 metri si trova un unico traliccio di 114 metri di lunghezza in grado di ruotare sulla pila centrale, permettendo in questo modo il passaggio lungo il canale anche alle navi di grandi dimensioni. Normalmente infatti il passaggio sotto al ponte è possibile solo alle imbarcazioni con pescaggio aereo inferiore ai 20 metri. Il traliccio rotante, di forma trapezoidale e altezza che varia tra i 7,60 metri delle estremità ai 13,40 metri della mezzeria, pesa complessivamente 1513 tonnellate, di cui 400 solo per il meccanismo che permette la rotazione.